# 张其凡
张其凡（1949年8月13日—2016年11月24日），祖籍四川蓬溪，出生于重庆市，中国宋史研究专家，暨南大学教授。

## 生平
1976年毕业于安徽师范大学历史系，1981年于中国社会科学院研究生院获硕士学位，同年入职暨南大学。曾任暨南大学古籍所副所长、所长。2011年评定为二级教授。2016年11月24日，因病医治无效在广州去世，享年68岁。

## 学术贡献
主要从事中国古代史、历史文献学研究，尤以宋史研究最多，2006年至2014年曾连任两届中国宋史研究会副会长。2010年发起成立岭南宋史研究会。出版专著、古籍整理及主编著作近30部，发表论文一百余篇。

## 著作
- 《赵普评传》（1991年，北京出版社）
- 《五代禁军初探》（1993年，暨南大学出版社）
- 《宋初政治探研》（1995年，暨南大学出版社）
- 《宋太宗》（1997年，吉林文史出版社）
- 《张乖崖集》（古籍整理）（2000年，北京中华书局）
- 《两宋历史文化概论》（2002年，广东人民出版社）
- 《经世谋臣（宋朝名相赵普）》（2002年，兰州大学出版社）
- 《宋代史》（上下册）（2004年，澳门澳亚周刊出版有限公司）
- 《宋代典籍研究》（2005年，香港华夏文化艺术出版社）
- 《宋代政治军事论稿》（2009年，安徽人民出版社）
- 《宋代人物论稿》（2009年，上海人民出版社）